# Pyrausta morenalis
Pyrausta morenalis is een vlinder van de familie van de grasmotten (Crambidae). De wetenschappelijke naam van deze soort is voor het eerst voorgesteld als Metasia  morenalis door Harrison Gray Dyar Jr. in een publicatie uit 1908.
De soort komt voor in het westen van de Verenigde Staten.